# Amadina červenohlavá
Amadina červenohlavá (Amadina erythrocephala) je drobný pták z rodu Amadina, který je často chován jako okrasný. I přesto patří mezi astrildovitými k největším druhům. Vyskytuje se v různých lokalitách Afriky, nejčastěji na východě nebo jihu. Na délku měří 13 až 14 cm. Pohlavní dimorfismus je velmi výrazný: samečci tohoto druhu mají jasně červenou hlavičku, kropenaté břicho a hnědá záda, naopak samičky jsou ve hnědých odstínech, také s kropenatým břichem. Živí se různými druhy prosa, loupaným ovsem, lesknicí, ovocem a zeleninou. Velikost kroužku je 2,8 mm.

## Taxonomie

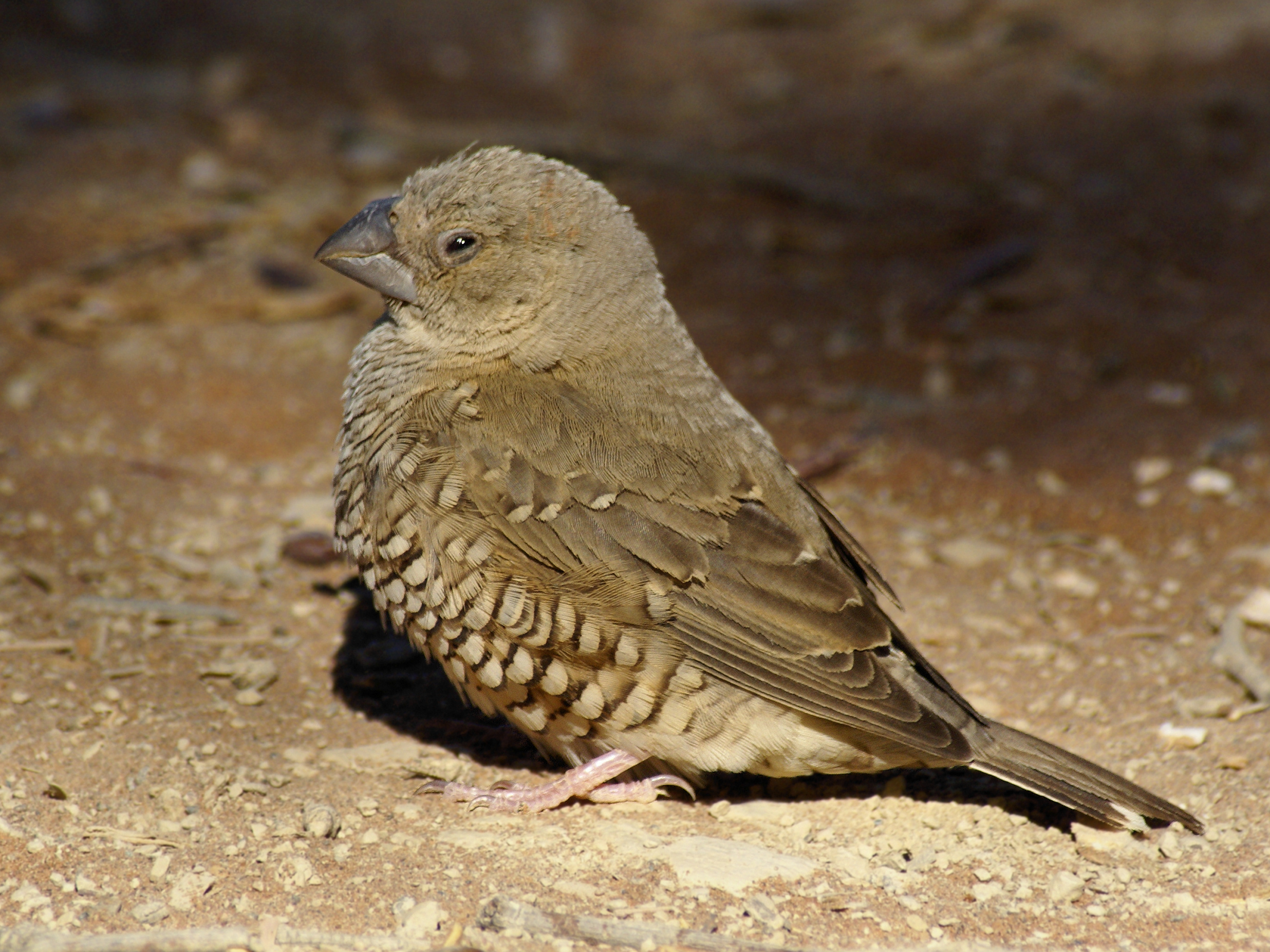
Samička amadiny červenohlavé

Amadinu červenohlavou poprvé popsal Linnaeus v roce 1758 ve své knize Systema Naturaea, pravděpodobně se jednalo o vzorek z Angoly. Zařazena byla do rodu Amadina, kde se krom amadiny červenohlavé nachází i její příbuzná: amadina páskovaná. Tento rod čítá právě jen tyto dva druhy.

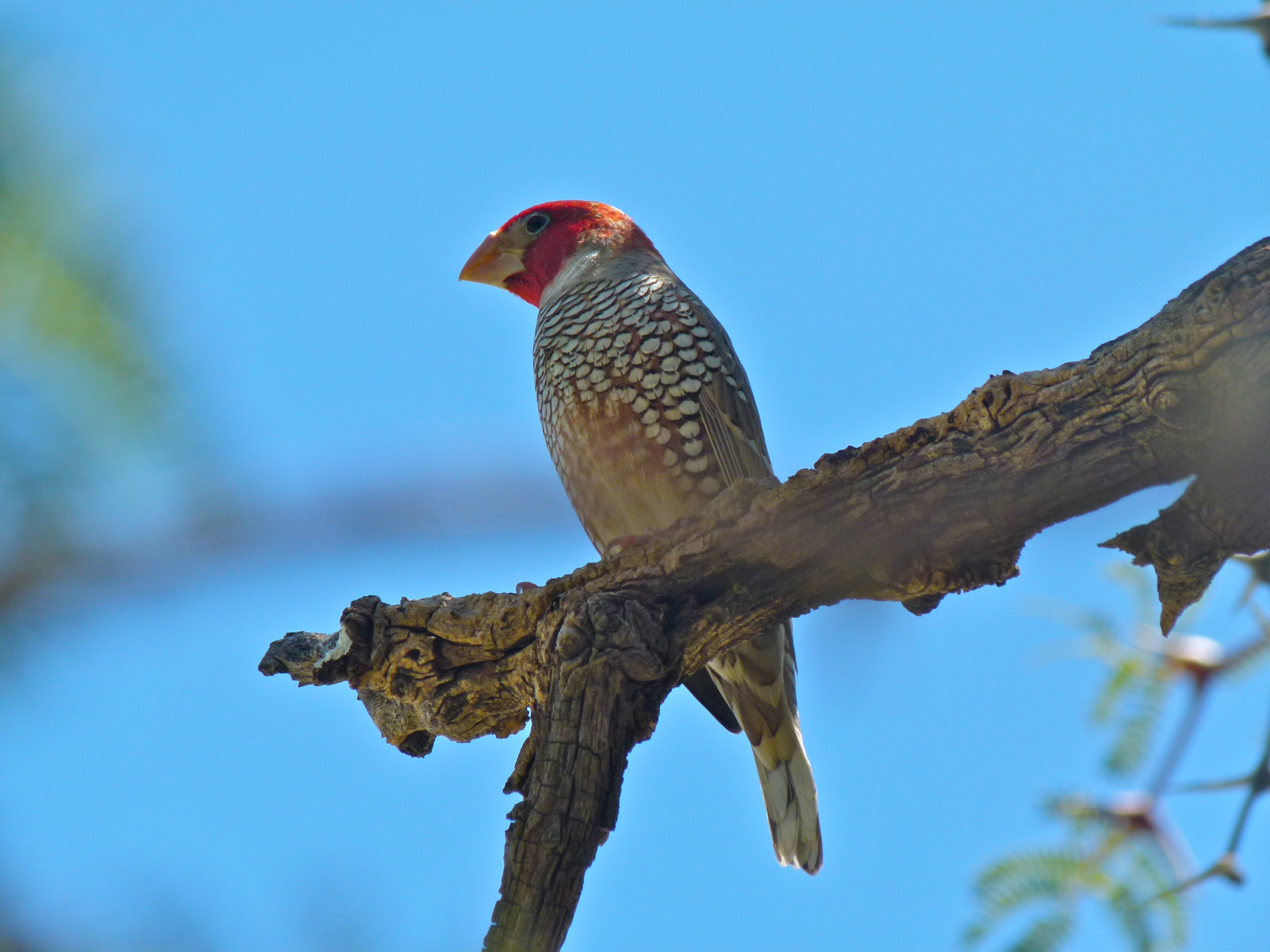
Amadina červenohlavá ve volné přírodě

Přestože oficiálně nejsou popisovány poddruhy žádné, někteří autoři vědeckých knih popisují poddruhy dva: Amadina erythrocephala erythrocephala a Amadina erythrocephala dessita. Jedním z těchto autorů je třeba R. Vít, který toto dělení podporuje a tvrdí, že poddruh Amadina erythrocephala dessita je charakteristický sitější červenou barvou na hlavě samců. Tyto dva poddruhy se mezi sebou kříží, proto je velmi těžké ve volné přírodě najít "čistokrevného" jedince.

## Výskyt a rozšíření
Amadina červenohlavá se vyskytuje v Angole, Botswaně, Lesotho, Namibie, Jihoafrické republice a Zimbabwe. Vyhledává spíše oblasti se suchým počasím v blízkosti zdrojů vody nebo lidí. Usídluje se také v blízkosti polí nebo na okrajích lesů. Obecně platí, že rozloha všech lokací, kde se amadina červenohlavá vyskytuje je celkem 1 600 000 km2. Pro zemědělce jsou tito ptáci přítěžím, protože ničí úrodu.
Dle IUCN se jedná o málo dotčené, tedy nechráněné ptáky.

## Ekologie
Ve volné přírodě se amadiny červenohlavé sdružují do hejn čítající i několik stovek jedinců. Farmáři je označují za škůdce na přírodě, což skutečně je pravda.
V době hnízdění, které probíhá většinou v čase období dešťů, se samci "ucházejí" o samice, většinou tak, že samci drží stéblo v zobákua zpívají. Při zpěvu tělem pohybuje sem a tam. Hnízda si staví na nízkých keřích, nikdy ne na stromech a většinou je z kokosových vláken a uschlé trávy. Samičky kladou do hnízda 4 až 6 čistě bílých vajec, výjimečně může snůška čítat až osm vajec. Vejce inkubují střídavě oba rodičové asi po dobu dvou týdnů. Když se mládě vylíhne, je holé a slepé. Za tři týdny od vylíhnutí poprvé vylétá z hnízda. Za další tři týdny je mládě zcela samostatné, i když se přidává k rodnému hejnu.

## Popis
Amadina červenohlavá je nezaměnitelný druh s výrazným pohlavním dimorfismem. Samci mají červenou hlavu, černé oči a velký zobák šedé barvy, který může mít i fialový nádech. Obočnice jsou světlé a málo výrazné. Hřbet šedavý, směrem k ocasním perům tmavne. Břicho je světle hnědé a výrazně kropenaté. Nohy krátké, neopeřené, většinou ve stejném odstínu jako zobák.
Mezi samcem a samicí amadiny červenohlavé je jeden zásadní rozdíl a to je červená hlava, kterou mají pouze samci. Samice mají hlavu stejně zbarvenou, jako zbytek těla; světle hnědou. Také mají kropenaté břicho, ale ne tak výrazně. Jejich zobák je spíše žlutavý.

## Chov

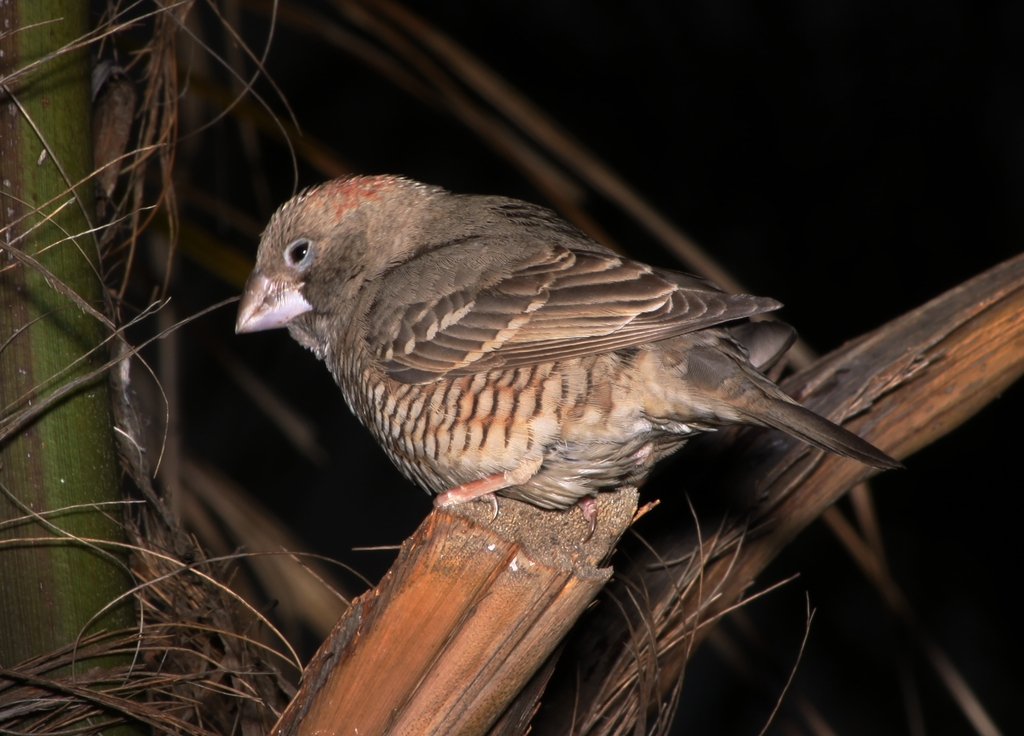

Amadiny červenohlavé se hodí spíše pro voliérový chov. Jsou sice hbité a létavé, ale nevyžadují příliš velkou voliéru. Ta by měla být umístěna v bytě při pokojové teplotě, na místě, kde není příliš vlhko a vítr. Teplota by zde neměla klesnout pod 10 °C.
Obecně platí, že amadiny červenohlavé nejsou příliš bojácné, naopak jsou lehko ochočitelné. Nereagují nervózně a podrážděně. Jsou velmi klidné a ve svém chování působí s jistotou. Jedná se o dobrého rodiče, který sám zvládne mláďata i bez pomoci náhradní chůvy. Jednou z mála záporných vlastností je ale to, že rodiče často snůšku opouštějí a mláďata ani neinkubují.
Lze je chovat společně s jinými drobnými astrildovitými ptáky. 